# Campionato salvadoregno di calcio
Il campionato salvadoregno di calcio ha come massima serie la Primera División de Fútbol Profesional.
Il 10º classificato nella classifica retrocessioni (ottenuta sommando i punti ottenuti da ciascuna squadra nell'Apertura e nella Clausura) viene retrocessa in Segunda División (2º livello). Quella al 9º posto deve disputare uno spareggio promozione-retrocessione contro una squadra di Segunda División; se sconfitta retrocederà, mentre l'avversaria verrà promossa.